# Cholet-Pays de Loire 2013
La Cholet-Pays de Loire 2013, trentaseiesima edizione della corsa e valida come evento dell'UCI Europe Tour 2013 categoria 1.1, si svolse il 17 marzo 2013 su un percorso di 206 km. Fu vinta dal francese Damien Gaudin, che giunse al traguardo con il tempo di 5h12'33", alla media di 39,54 km/h.
Al traguardo 85 ciclisti portarono a termine il percorso.

## Squadre e corridori partecipanti
| N.    | Cod. | Squadra                      |
| ----- | ---- | ---------------------------- |
| 1-7   | FDJ  | FDJ                          |
| 11-18 | ALM  | AG2R La Mondiale             |
| 21-28 | EUC  | Team Europcar                |
| 31-38 | SOJ  | Sojasun                      |
| 41-48 | AND  | Androni Giocattoli-Venezuela |
| 51-58 | COF  | Cofidis, Solutions Credits   |
| 61-68 | TSV  | Topsport Vlaanderen-Baloise  |
| 71-78 | CJR  | Caja Rural                   |
| 81-88 | BSE  | Bretagne-Séché Environnement |

| N.      | Cod. | Squadra                 |
| ------- | ---- | ----------------------- |
| 91-98   | RVL  | RusVelo                 |
| 101-108 | AJW  | AccentJobs-Wanty        |
| 111-118 | CSS  | Champion System         |
| 121-128 | LPM  | La Pomme Marseille      |
| 131-138 | BIG  | BigMat-Auber 93         |
| 141-148 | RLM  | Roubaix-Lille Metropole |
| 151-158 | CRE  | Crelan-Euphony          |
| 161-168 | IAM  | IAM Cycling             |
| 171-178 | RAL  | Team Raleigh            |

## Ordine d'arrivo (Top 10)
| Pos. | Corridore          | Squadra      | Tempo    |
| ---- | ------------------ | ------------ | -------- |
| 1    | Damien Gaudin      | Europcar     | 5h12'33" |
| 2    | Marcel Wyss        | IAM Cycling  | a 1"     |
| 3    | Rein Taaramäe      | Cofidis      | a 3"     |
| 4    | Matthias Brändle   | IAM Cycling  | a 6"     |
| 5    | Francis Mourey     | FDJ          | a 1'03"  |
| 6    | Dominique Rollin   | FDJ          | a 1'11"  |
| 7    | Pieter Jacobs      | Topsport Vl. | s.t.     |
| 8    | Kévin Réza         | Europcar     | s.t.     |
| 9    | Patrick Schelling  | IAM Cycling  | s.t.     |
| 10   | Guillaume Levarlet | Cofidis      | s.t.     |